# R. Pudupatti
R. Pudupatti è una suddivisione dell'India, classificata come town panchayat, di 7.347 abitanti, situata nel distretto di Namakkal, nello stato federato del Tamil Nadu. In base al numero di abitanti la città rientra nella classe V (da 5.000 a 9.999 persone).

## Geografia fisica
La città è situata a 11° 30' 27 N e 78° 16' 30 E.

## Società

### Evoluzione demografica
Al censimento del 2001 la popolazione di R. Pudupatti assommava a 7.347 persone, delle quali 3.742 maschi e 3.605 femmine. I bambini di età inferiore o uguale ai sei anni assommavano a 673, dei quali 383 maschi e 290 femmine. Infine, coloro che erano in grado di saper almeno leggere e scrivere erano 4.081, dei quali 2.404 maschi e 1.677 femmine.